# Nanna truncata
Nanna truncata är en tvåvingeart som beskrevs av Fan 1976. Nanna truncata ingår i släktet Nanna och familjen kolvflugor. Inga underarter finns listade i Catalogue of Life.